# Enric Brufau Torrents
Enric Brufau (Agramunt, Urgell, 1911 - Canet de Rosselló, 1966) fou un polític socialista català. Durant la segona república espanyola i la guerra civil espanyola fou un destacat militant de la Unió Socialista de Catalunya i del PSUC. En acabar la guerra marxà cap al Rosselló, on hi va col·laborar amb altres socialistes catalans amb la Resistència francesa, abandonà el PSUC i amb Josep Pallach i Carolà fou un dels fundadors el 1943 del Front per la Llibertat, que el 1945 es transformà en Moviment Socialista de Catalunya (MSC). En fou un dels principals dirigents fins a la seva mort i director de la revista Endavant.